# Лима дос Сантос, Маркос Жуниор
Маркос Жуниор Лима дос Сантос (порт.-браз. Marcos Júnior Lima dos Santos, родился 19 января 1993, Гама, Федеральный округ, Бразилия), более известный как Маркос Жуниор (порт.-браз. Marcos Júnior) — бразильский футболист, нападающий клуба «Санфречче Хиросима».

## Титулы
- Чемпион штата Рио-де-Жанейро (1): 2012
- Чемпион Бразилии (1): Чемпионат Бразилии по футболу 2012
- Победитель Примейры-лиги Бразилии (1): 2016